# Турчак Євген Павлович
Євге́н Па́влович Турча́к (нар. 7 вересня 1984) — солдат Збройних сил України, учасник російсько-української війни.

## З життєпису
Доброволець, в складі 95-ї бригади брав участь у боях за Слов'янськ, Красний Лиман, Донецький аеропорт, «Рейд» 95 бригади, Савур-Могила, Степанівка, Спартак, Зеленопілля, Попасна.
Лідер Ветеранського руху України.
На виборах до Київської міської ради 2015 року балотувався від Партії рішучих громадян. На час виборів був безробітним, проживав у Києві.

## Нагороди
За особисту мужність, сумлінне та бездоганне служіння Українському народові, зразкове виконання військового обов'язку відзначений — нагороджений
- 10 жовтня 2015 року — орденом «За мужність» III ступеня.